# Nivernais
Pour les articles homonymes, voir Nivernais (homonymie).
IXe siècle – 1790
Entités précédentes :
- Empire carolingien

Entités suivantes :
- Département de la Nièvre

Le Nivernais est une ancienne province de France, dont la majeure partie forme aujourd'hui le département de la Nièvre. Ses habitants sont les Nivernais.
À l'époque gauloise, le Nivernais se trouvait en territoire éduen pour la plus grande partie. 
Ses villes principales étaient Nevers (chef-lieu général), Pouilly, Clamecy, Vézelay, Château-Chinon, Decize, Donzy, La Charité-sur-Loire, et Pougues-les-Eaux.
Ce territoire fut donné par Louis le Débonnaire à son fils Pépin, roi d'Aquitaine, et devint un comté particulier à partir du IXe siècle, puis un duché en 1538. Il n'a jamais été inclus dans le domaine royal.

## Géographie
Elle avait pour provinces voisines :
- au nord, l'Orléanais ;
- au sud, le Bourbonnais ;
- à l'ouest, le Berry ;
- à l'est, la Bourgogne.

## Administration
- Administration militaire : le Nivernais était un gouvernement militaire.
- Administration financière : il était divisé en quatre pays d'élection :
  - les élections de Nevers et de Château-Chinon faisaient partie de la généralité de Moulins ;
  - l'élection de Clamecy faisait partie de la généralité d'Orléans ;
  - l'élection de La Charité faisait partie de la généralité de Bourges.
- Administration judiciaire : le Nivernais était compris dans le ressort du parlement de Paris, mais sa coutume était écrite. La chambre des comptes était établie au nom du duc de Nevers. La province possédait un hôtel des monnaies, qu'on faisait remonter à Charles le Chauve. Le tribunal d'appel était appelé les Grands Jours : institués en 1329 par le duc Louis II, ils eurent trois assises jusqu'en 1563, date à laquelle ce nombre fut réduit à deux par un édit royal.

La province du Nivernais et les communes actuelles.